# محوطه زنگ بار
محوطه زنگ بار مربوط به سده‌های اولیه دوران‌های تاریخی پس از اسلام است و در شهرستان بیجار، بخش مرکزی، دهستان سیلتان، ۱ کیلومتری شمال غربی روستای چشمه سنگین واقع شده و این اثر در تاریخ ۲۷ بهمن ۱۳۸۷ با شمارهٔ ثبت ۲۴۷۸۵ به‌عنوان یکی از آثار ملی ایران به ثبت رسیده است.